# Queen's Club Championships 2018
I Queen's Club Championships, noti anche come Fever-Tree Championships per motivi di sponsorizzazione, sono stati un torneo di tennis giocato su campi di erba, facente parte dell'ATP Tour 500, nell'ambito dell'ATP World Tour 2018. È stata la 125ª edizione dell'evento, e si è giocato nell'impianto del Queen's Club a Londra, in Inghilterra, dal 18 al 24 giugno 2018.

## Partecipanti

### Teste di serie
| Nazionalità | Giocatore       | Ranking* | Testa di serie |
| ----------- | --------------- | -------- | -------------- |
| Croazia     | Marin Čilić     | 5        | 1              |
| Bulgaria    | Grigor Dimitrov | 6        | 2              |
| Sudafrica   | Kevin Anderson  | 8        | 3              |
| Belgio      | David Goffin    | 9        | 4              |
| Stati Uniti | Sam Querrey     | 13       | 5              |
| Stati Uniti | Jack Sock       | 14       | 6              |
| Regno Unito | Kyle Edmund     | 18       | 7              |
| Rep. Ceca   | Tomáš Berdych   | 19       | 8              |

* Ranking al 11 giugno 2018.

### Altri partecipanti
I seguenti giocatori hanno ricevuto una wild card:
- Jay Clarke
- Novak Đoković
- Daniel Evans
- Cameron Norrie

Il seguente giocatore è entrato in tabellone come special exempt:
- Jérémy Chardy

I seguenti giocatori sono passati dalle qualificazioni:

- Julien Benneteau
- Yuki Bhambri
- John Millman
- Tim Smyczek

### Ritiri
Prima del torneo
- Juan Martín del Potro →sostituito da  Ryan Harrison
- Filip Krajinović →sostituito da  Frances Tiafoe
- Rafael Nadal →sostituito da  Daniil Medvedev
- Diego Schwartzman →sostituito da  Jared Donaldson
- Jo-Wilfried Tsonga →sostituito da  Leonardo Mayer

Durante il torneo
- Yuki Bhambri
- Milos Raonic

## Campioni

### Singolare
Marin Čilić ha sconfitto in finale  Novak Đoković con il punteggio di 5–7, 7–6(4), 6–3.
- È il diciottesimo titolo in carriera per Čilić, il primo della stagione.

### Doppio
Henri Kontinen  /  John Peers hanno sconfitto in finale  Jamie Murray /  Bruno Soares con il punteggio di 6–4, 6–3.